# Pedro Cea
Pedro Cea (1. září 1900, Montevideo, Uruguay – 18. září 1970) byl uruguayský fotbalista, který byl členem vítězného týmu Uruguaye na Mistrovství světa ve fotbale v roce 1930. Vstřelil vyrovnávací branku ve finále proti týmu Argentiny (Uruguay – Argentina 4:2) a tři branky v semifinále proti Jugoslávii (výhra 6:1).
S týmem Uruguaye získal dvakrát zlatou olympijskou medaili ve fotbale.